# Can't Stop Won't Stop
Can't Stop Won't Stop è il primo album in studio del gruppo musicale statunitense The Maine, pubblicato nel 2008.

## Tracce
- Edizione Standard

1. Everything I Ask For – 2:38
2. We All Roll Along – 3:49
3. Girls Do What They Want – 3:13
4. I Must Be Dreaming – 2:46
5. Into Your Arms – 3:59
6. Time to Go – 2:55
7. This Is the End – 2:54
8. Whoever She Is – 3:41
9. Count'Em, One, Two, Three – 2:54
10. Kiss and Sell – 3:08
11. You Left Me – 3:29
12. We'll All Be... – 5:31

- Tracce Bonus - Edizione Deluxe

1. The Way We Talk (Back Ted N-Ted remix) – 4:12
2. Pour Some Sugar on Me (Def Leppard cover) – 3:58
3. I Must Be Dreaming (acoustic) – 3:59
4. Everything I Ask For (music video) – 2:37
5. Girls Do What They Want (music video) – 3:13
6. The Maine: In Person (making-of feature) – 32:43

## Formazione
- John O'Callaghan – voce
- Jared Monaco – chitarra
- Kennedy Brock – chitarra, cori
- Garret Nickelsen – basso
- Pat Kirch – batteria